# Балаково (Тверська область)
Балаково (рос. Балаково) — присілок в Калінінському районі Тверської області Російської Федерації.
Населення становить 9 осіб. Входить до складу муніципального утворення Тургиновське сільське поселення.

## Історія
Від 2005 року входить до складу муніципального утворення Тургиновське сільське поселення.

## Населення
| 1859 | 1886 | 1920 | 1996 | 2002 | 2010 |
| ---- | ---- | ---- | ---- | ---- | ---- |
| 484  | ↗662 | ↘559 | ↘7   | ↘5   | ↗9   |